# .as
.as為美國海外領地美屬薩摩亞國家及地區頂級域（ccTLD）的域名。該域名於1997年6月12日啟用。它由AS Domain Registry負責管理。該域名不得用于色情或种族主义網站，登记处有权拒绝申请上述網站的域名申請。

## 外部連結
- IANA .as whois information（页面存档备份，存于）
- Domain Hacks Suggest（页面存档备份，存于）